# Riedel (vinglastillverkare)
Riedel är en vinglastillverkare i Kufstein, Österrike. Företaget är familjeägt och företaget har funnits inom familjen i 250 år. Nuvarande verkställande direktör Maximilian Riedel är den 11:e generationen Riedel. 
Riedels vinglas kännetecknas av dess form som är anpassad för olika sorters vin för att förstärka vinet. Det var Claus Riedels (9:e generationen) som gav upphov till hans, enligt Riedel, revolutionerande upptäckt att glasets form påverkade vinets smakupplevelse. ifrågasatts 
Champagneglas, karaffer och tillbehör produceras utöver de olika sorternas vinglas.

## Historia
Riedel familj och företagets historia går tillbaka till forna Böhmen. Johann Christoph Riedel (1:a generationen Riedel) var en glashandelsman — han köpte och sålde glas. Men det var 3:e generationens Riedel, Johann Leopold, som startade företaget.
Slutet av andra världskriget var en mörk period för företaget. I anslutning till Sovjetunionens intagande av Tjeckoslovakien nationaliserades företag och familjens förmögenhet omhändertogs av staten. Walter Riedel (8:e generationen) anhölls och blev så småningom dömd till 25 års fängelse i Ryssland, men släpptes 1955. Under tiden flyttade 9:e generationens Riedel, Claus, företaget till Österrike. I fabriken, tidigare Tiroler Glashütte i Kufstein inriktades produktionen på fina vinglas.
De två största konkurrenterna, Nachtmann och Spiegelau köptes av Riedel år 2004 och blev då världsledande producent av vinglas. 